# Earlham (Iowa)
Earlham es una ciudad situada en el condado de Madison, en el estado de Iowa, Estados Unidos. Según el censo de 2010 tenía una población de 1450 habitantes.

## Geografía
Según la Oficina del Censo de los Estados Unidos, la localidad tiene un área total de 2,51 km², la totalidad de los cuales 2,51 km² corresponden a tierra firme.

## Demografía
Según el censo de 2010, había 1450 personas residiendo en la localidad. La densidad de población era de 577,69 hab./km². Había 571 viviendas con una densidad media de 227,49 viviendas/km². El 98,28 % de los habitantes eran blancos, el 0,14 % afroamericanos, el 0,48 % asiáticos, el 0,21 % de otras razas, y el 0,9 % pertenecía a dos o más razas. El 0,83 % de la población eran hispanos o latinos de cualquier raza.